# Вулиця Євгена Коновальця (Рівне)
Вулиця Євгена Коновальця — одна з вулиць міста Рівне, розташована в мікрорайоні Північний. Названа на честь полковника Армії УНР, команданта УВО, голови ОУН Євгена Коновальця.
Початок вулиці Євгена Коновальця на сході впирається у Богоявленську. Вулиця пролягає на захід, і дугою завертає на північ, переходячи у вулицю Волинської дивізії.

## Зображення

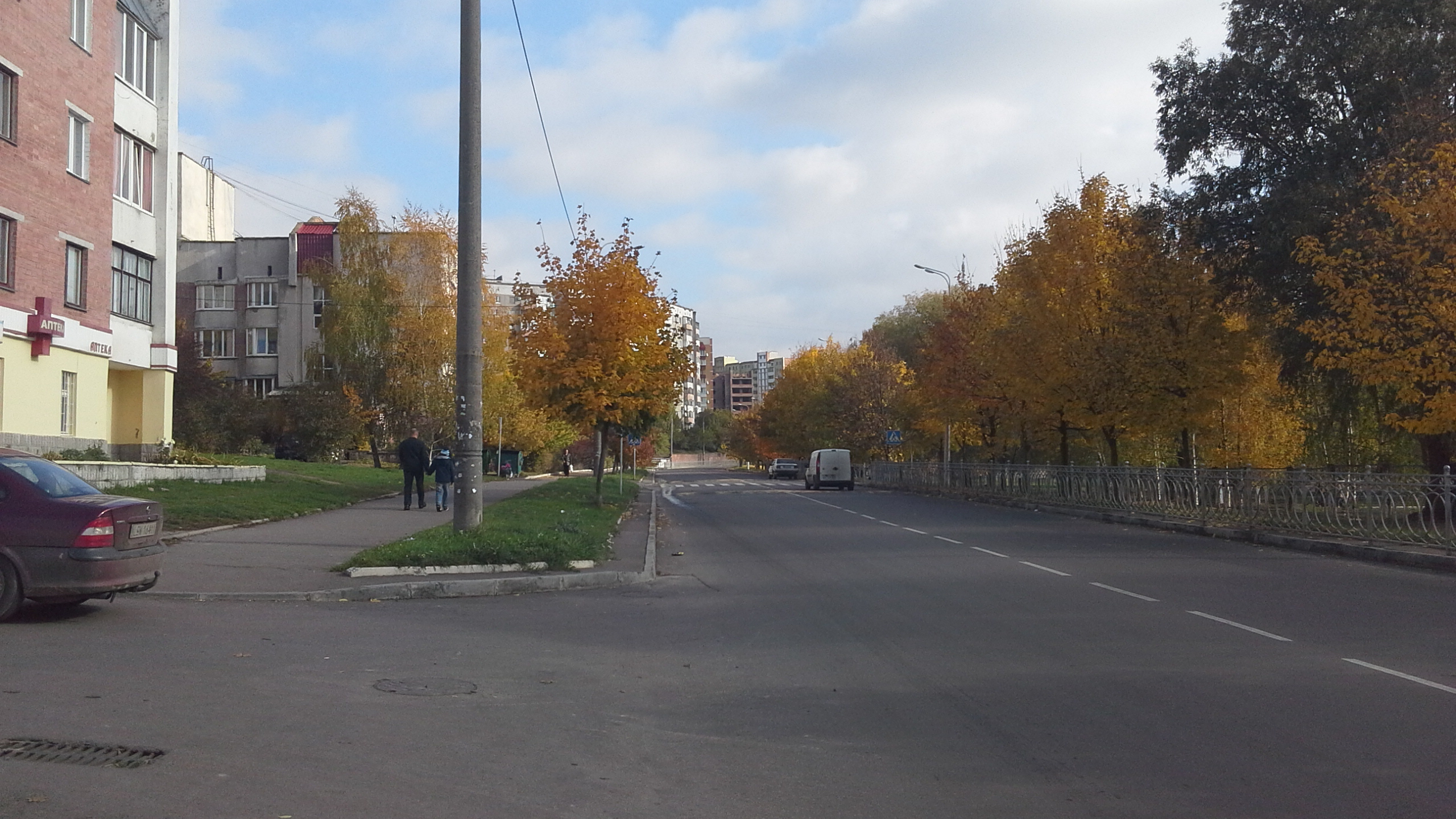
Вигляд вулиці Євгена Коновальця
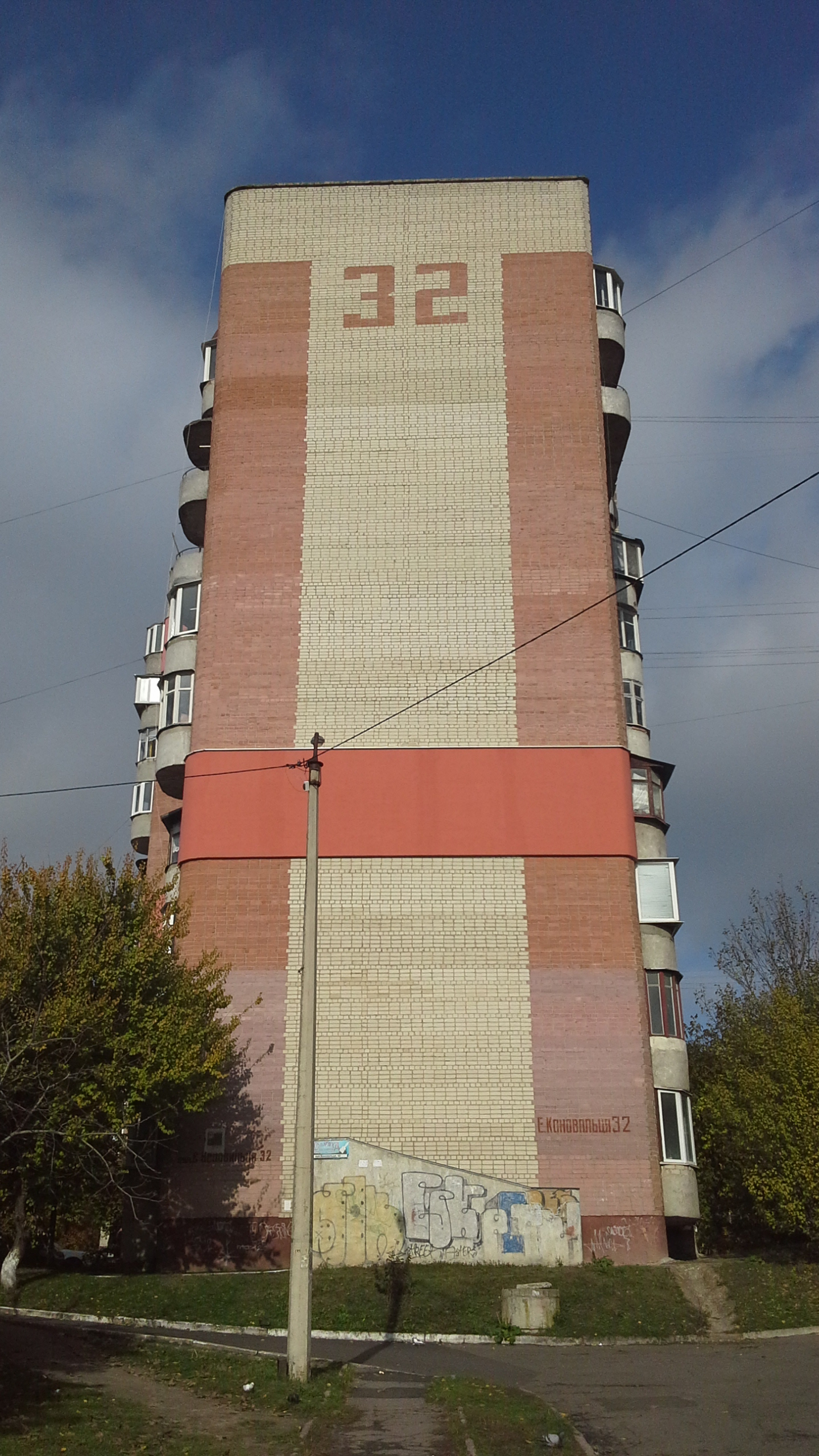
Будинок по вул. Євгена Коновальця, 32
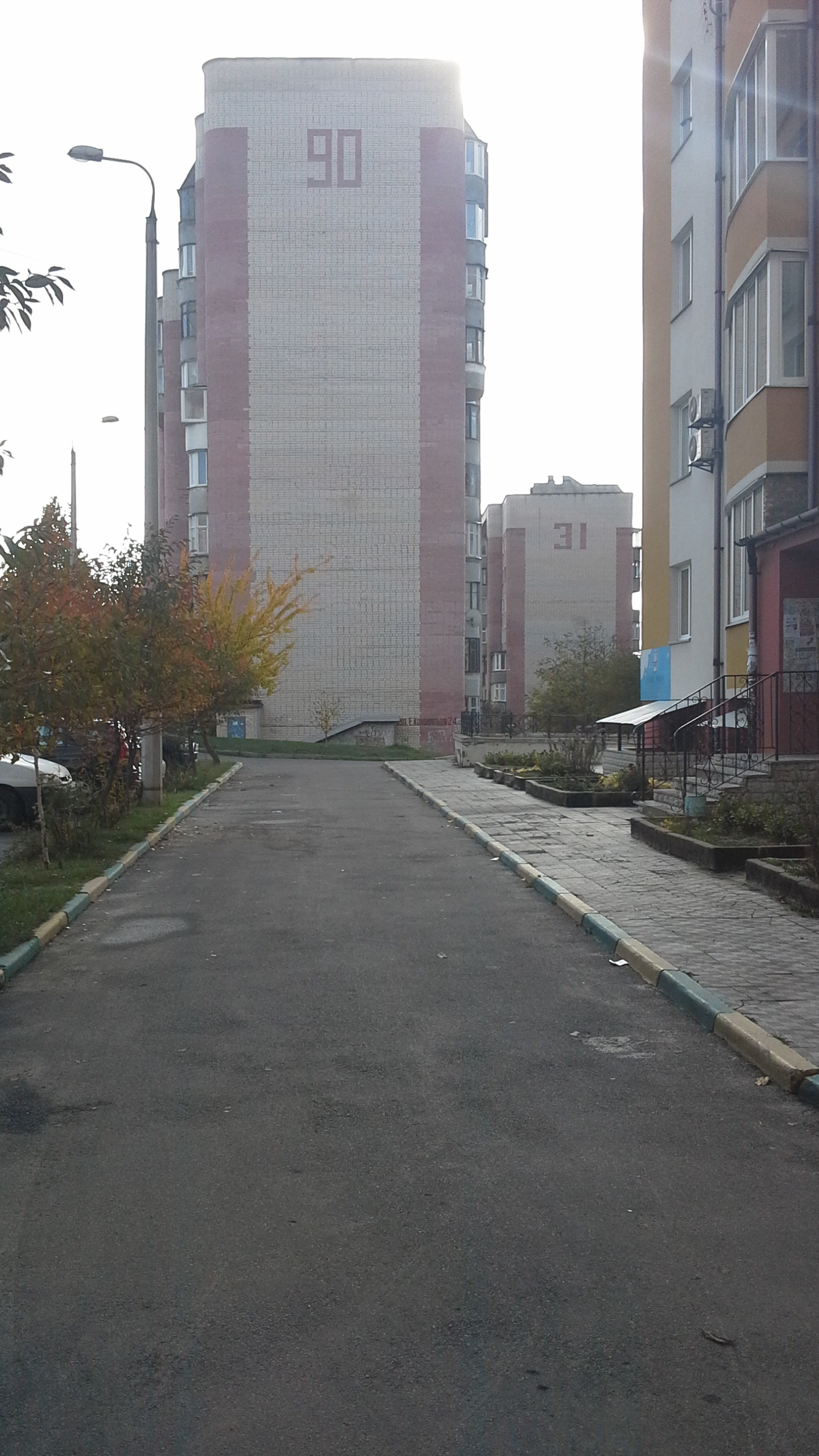
Будинки 22 та 24 по вул. Євгена Коновальця